# Al-Allani
Al-Allani (arab. العلاني) – wieś w Syrii, w muhafazie Idlib. W 2004 roku liczyła 3279 mieszkańców.